# Al-Mustansir (Abbasside du Caire)
Pour les articles homonymes, voir Al-Mustansir.
Abû al-Qâsim Ahmad al-Mustansîr bi-llah est le premier calife abbasside au Caire de 1261 à 1262. Il règne sous la tutelle du sultan Mamelouk bahrite Baybars. Il est remplacé par un cousin éloigné Al-Hakim Ier.

## Le contexte historique
En janvier 1258, une colonne mongole atteint les quartiers Ouest de Bagdad tandis que Hulagu arrive sur la rive Est. Le calife Al-Musta'sim  envoya son fils pour demander une trêve, en vain. Hulagu avait déjà dévasté une partie de la ville lorsqu’on se mit d’accord sur la cessation des hostilités.
Le 10 février 1258 le calife suivi de ses enfants se rend devant Hulagu qui le reçoit avec une apparente courtoisie. Le calife et ses fils sont mis dans une tente. Le calife suit Hulagu pour assister à la mise à sac de son palais et pour révéler les cachettes contenant les trésors. Après plusieurs jours de pillage, Hulagu y met fin pour prendre possession de la ville. Al-Musta'sim et tous les membres de sa famille ont été exécutés le 20 février 1258. Ils subissent une fin semblable à celle que les Abbassides avaient fait subir aux Omeyyades en 750 : « Après l’avoir forcé à livrer ses trésors et ses dernières cachettes, il semble que, par égard pour sa dignité, les Mongols, évitant de verser son sang, l’aient cousu dans un sac où on le fit fouler aux pieds des chevaux. »
Le 3 septembre 1260, l’émir Baybars remporte sur les Mongols la victoire d'Aïn Djalout qui sauve l'Égypte des destructions massives que vient de subir Bagdad. À son retour au Caire, il renverse le sultan Sayf ad-Dîn Qutuz, qui lui refusait le poste de gouverneur de la Syrie. Il se proclame sultan.

## Biographie
Quelques mois après l’accession au pouvoir de Baybars, Abû al-Qâsim Ahmad arrive au Caire. C'est le dernier Abbasside survivant du massacre de 1258. Il est l’oncle d’Al-Musta'sim, le 37e et dernier calife de Bagdad, le fils d’Az-Zâhir (35e calife) et le  frère d’Abû Ja`far Al-Mustansîr (36e calife). Baybars accepte la venue d’Abû al-Qâsim Ahmad et va lui-même à sa rencontre. Le nouveau calife prend alors le nom d’Al-Mustansîr comme son frère avant lui à Bagdad. Quelques jours plus tard, le calife intronise Baybars avec le titre de « sultan universel ». Cela  lui confère une légitimité supplémentaire et justifie son protectorat sur les villes saintes d’Arabie. Le calife proclame que le devoir des musulmans est de reconquérir Bagdad.
Baybars semble ne pas s’opposer à ce projet. Il fournit à Al-Mustansîr une armée de trois mille bédouins au lieu des dix mille demandés par le calife. Al Mustansîr part pour Damas le 19 octobre 1261. Il retrouve sur les rives de l’Euphrate, un de ses parents Abû al-`Abbas Ahmad (futur Al-Hakim Ier) âgé seulement d’une quinzaine d’années. Après avoir traversé le fleuve, les deux Abbassides se heurtent aux Mongols à Al-Anbar. Les troupes abbassides sont défaites par leurs adversaires. Al Mustansîr meurt et disparaît dans la bataille. Abû al-`Abbas Ahmad parvient à fuir et à rentrer au Caire. Baybars l’accueille. Le vendredi suivant il est intronisé calife mais ne jouit en réalité d’aucun pouvoir et vit reclus dans le citadelle du Caire.